# Iglekärr, Bohuslän
Iglekärr är en sjö i Kungälvs kommun i Bohuslän och ingår i Göta älvs huvudavrinningsområde.